# Machadocara
Genre
Machadocara est un genre d'araignées aranéomorphes de la famille des Linyphiidae.

## Distribution
Les espèces de ce genre se rencontrent au Congo-Kinshasa et en Zambie.

## Liste des espèces
Selon World Spider Catalog (version 16.5, 23/10/2015) :
- Machadocara dubia Miller, 1970
- Machadocara gongylioides Miller, 1970

## Publication originale
- Miller, 1970 : Spinnenarten der Unterfamilie Micryphantinae und der Familie Theridiidae aus Angola. Publicações culturais, Companhia de Diamantes de Angola, vol. 82, p. 75-166.